# Флоріан Альберт (стадіон)
«Альберт Флоріан» (угор. Albert Flórián Stadion) — колишній футбольний стадіон у Будапешті, Угорщина. Більше століття був домашньою ареною для клубу «Ференцварош».
Раніше відомий як «Стадіон на Іллейській вулиці» (угор. «Üllői úti stadion»), в 2007 був перейменований на честь гравця клубу «Ференцварош», володаря «Золотого м'яча» Флоріана Альберта.
Знесений у 2013 році і на цей момент був розрахований на 18 100 місць. Пізніше на його місці був збудований новий стадіон «Групама Арена».

## Історія

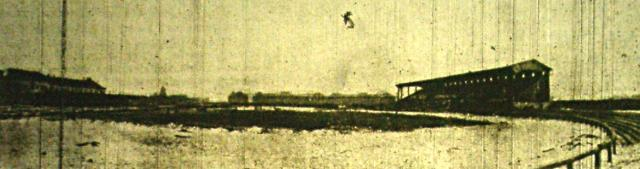
Перший стадіон «Ференцвароша» у день відкриття. 12 лютого 1911 року.

### Перший стадіон
Перший стадіон почали зводити восени 1910 року. 12 лютого 1911 року «Ференцварош» зіграв на ньому свій перший матч. Це було дербі проти команди з Будапешта, МТК, яке «Ференцварош» виграв з рахунком 2:1. У цьому матчі зіграли гравці: Фрітц, Румбольд, Магнлітц, Вейнбер, Броді, Паєр, Сейтлер, Вейс, Кородь, Шлоссер, Борбаш. Стадіон називався «Стадіон на Іллійській вулиці» та вміщував 40 000 глядачів.

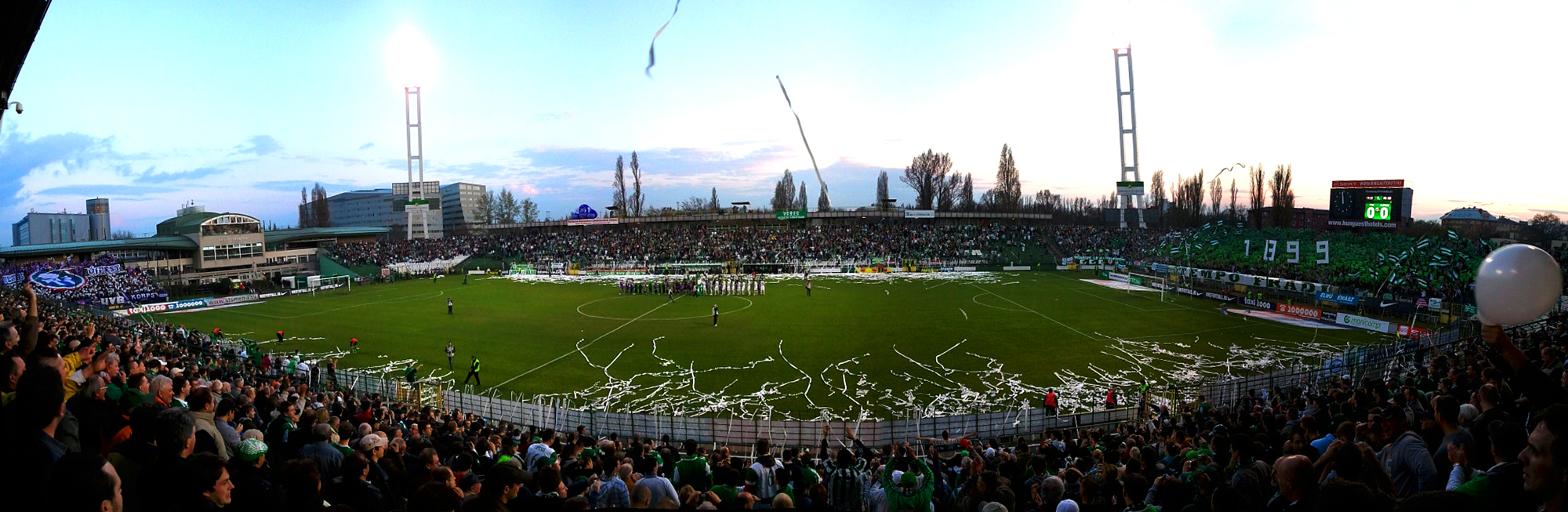
«Стадіон Альберт Флоріан» 1 квітня 2011 року. Дербі «Ференцварош» — «Уйпешт».

### Другий стадіон
1971 року трибуни були знесені, і почалося будівництво нового стадіону. Його було відкрито на 75-річчя клубу. 19 травня 1974 року перший матч на новому стадіоні був зіграний «Ференцварошем» проти будапештської команди «Вашаш». Арена вміщала 29 505 глядачів, включаючи 10 771 сидячих та 18 734 стоячих місць. У 1990-х стадіон було переобладнано, щоб відповідати вимогам УЄФА, після чого його місткість скоротилася до 18 100 місць.
21 грудня 2007 року стадіон змінив назву на честь легендарного гравця клубу «Ференцварош», володаря Золотого м'яча Флоріана Альберта. Сам Флоріан Альберт був присутній на урочистій церемонії.
У сезоні 2008/09 на стадіоні відкрили нове табло, оскільки старе повністю зламалося. Урочисте відкриття відбулося у матчі з «Бекешчабою».
28 березня 2013 року розпочалося знесення стадіону.

## Знакові матчі

### Перша ера (1911—1971)
| Матч               | Домашня команда | Рахунок | Гостьова команда | Дата       | Змагання                              |
| ------------------ | --------------- | ------- | ---------------- | ---------- | ------------------------------------- |
| Перший матч        | «Ференцварош»   | 2-1     | МТК              | 11.02.1911 | Товариський матч                      |
| Перший матч УЄФА   | «Ференцварош»   | 2-1     | «Рейнджерс»      | 11.08.1960 | Кубок володарів кубків УЄФА 1960/1961 |
| Останній матч УЄФА | «Ференцварош»   | 1-1     | «Ліверпуль»      | 29.09.1970 | Кубок ярмарків 1970/1971              |

### Друга ера (1974—2013)
| Матч                                    | Домашня команда | Рахунок | Гостьова команда | Дата       | Змагання                              |
| --------------------------------------- | --------------- | ------- | ---------------- | ---------- | ------------------------------------- |
| Перший матч                             | «Ференцварош»   | 0-1     | «Вашаш»          | 19.05.1974 | Товариський матч                      |
| Перший матч Кубка володарів кубків УЄФА | «Ференцварош»   | 2-0     | «Кардіфф Сіті»   | 18.09.1974 | Кубок володарів кубків УЄФА 1974/1975 |
| Останній матч Ліги Європи УЄФА          | «Ференцварош»   | 2-1     | «Олесунн»        | 14.07.2011 | Ліга Європи УЄФА 2011/2012            |
| Останній матч Чемпіонату Угорщини       | «Ференцварош»   | 2-1     | «Уйпешт»         | 10.03.2013 | Чемпіонат Угорщини з футболу          |
| Останній матч Кубка угорської ліги      | «Ференцварош»   | 1-0     | «Егрі»           | 23.03.2013 | Кубок угорської ліги з футболу        |
| Останній матч                           | «Ференцварош»   | 0-0     | «ЧФР Клуж»       | 24.03.2013 | Товариський матч                      |

## Матчі збірної Угорщини, що проводились на стадіоні

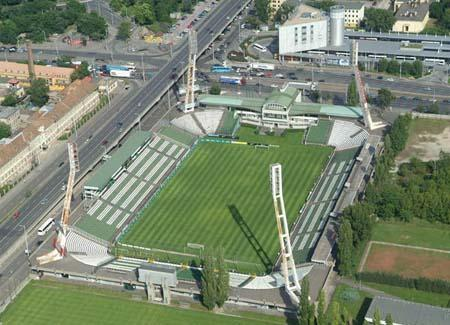
Стадіон Флоріан Альберт.

| Дата              | Турнір                   | Суперник             | Рахунок | Глядачі |
| ----------------- | ------------------------ | -------------------- | ------- | ------- |
| 31 травня 1984    | Товариський матч         | Іспанія              | 1-1     | 10 000  |
| 2 грудня 1987     | Відбірковий матч ЧЄ 1988 | Кіпр                 | 1-0     | 3000    |
| 20 березня 1990   | Товариський матч         | США                  | 2-0     | 12 000  |
| 23 вересня 1992   | Товариський матч         | Ізраїль              | 0-0     | 3000    |
| 8 вересня 1993    | Відбірковий матч ЧС 1994 | Росія                | 1-3     | 10 000  |
| 27 жовтня 1993    | Відбірковий матч ЧС 1994 | Люксембург           | 1-0     | 2000    |
| 10 вересня 1997   | Відбірковий матч ЧС 1998 | Азербайджан          | 3-1     | 10 000  |
| 29 жовтня 1997    | Відбірковий матч ЧС 1998 | Югославія            | 1-7     | 17 000  |
| 18 листопада 1998 | Товариський матч         | Швейцарія            | 2-0     | 3000    |
| 10 березня 1999   | Товариський матч         | Боснія і Герцеговина | 1-1     | 8000    |
| 27 березня 1999   | Відбірковий матч ЧЄ 2000 | Ліхтенштейн          | 5-0     | 10 000  |
| 18 серпня 1999    | Товариський матч         | Молдова              | 1-1     | 5000    |
| 8 вересня 1999    | Відбірковий матч ЧЄ 2000 | Азербайджан          | 3-0     | 1500    |
| 23 лютого 2000    | Товариський матч         | Австралія            | 0-3     | 15 000  |
| 25 квітня 2001    | Товариський матч         | Фінляндія            | 0-0     | 5500    |
| 20 листопада 2002 | Товариський матч         | Молдова              | 1-1     | 6000    |
| 19 листопада 2003 | Товариський матч         | Естонія              | 0-1     | 457     |